# Ypsolopha uniformis
Ypsolopha uniformis là một loài bướm đêm thuộc họ Ypsolophidae. Nó được tìm thấy ở Nga (Buryatia).